# All Things Considered

Logo d'All Things Considered

All Things Considered est l'une des émissions phare de la radio publique américaine NPR. Lancée en 1971, elle est la première émission d'information de la radio publique. Elle est avec l'émission Morning Edition le programme de NPR ayant la plus forte audience, pouvant attirer jusqu'à 13 millions d'auditeurs en semaine.
Elle est diffusée en direct de 16 à 18 heures (ET), et est animée par Robert Siegel, Michele Norris et Melissa Block.

## Journalistes
- Rachel Louise Snyder, journaliste d'investigation